# Лимб (инструмент)

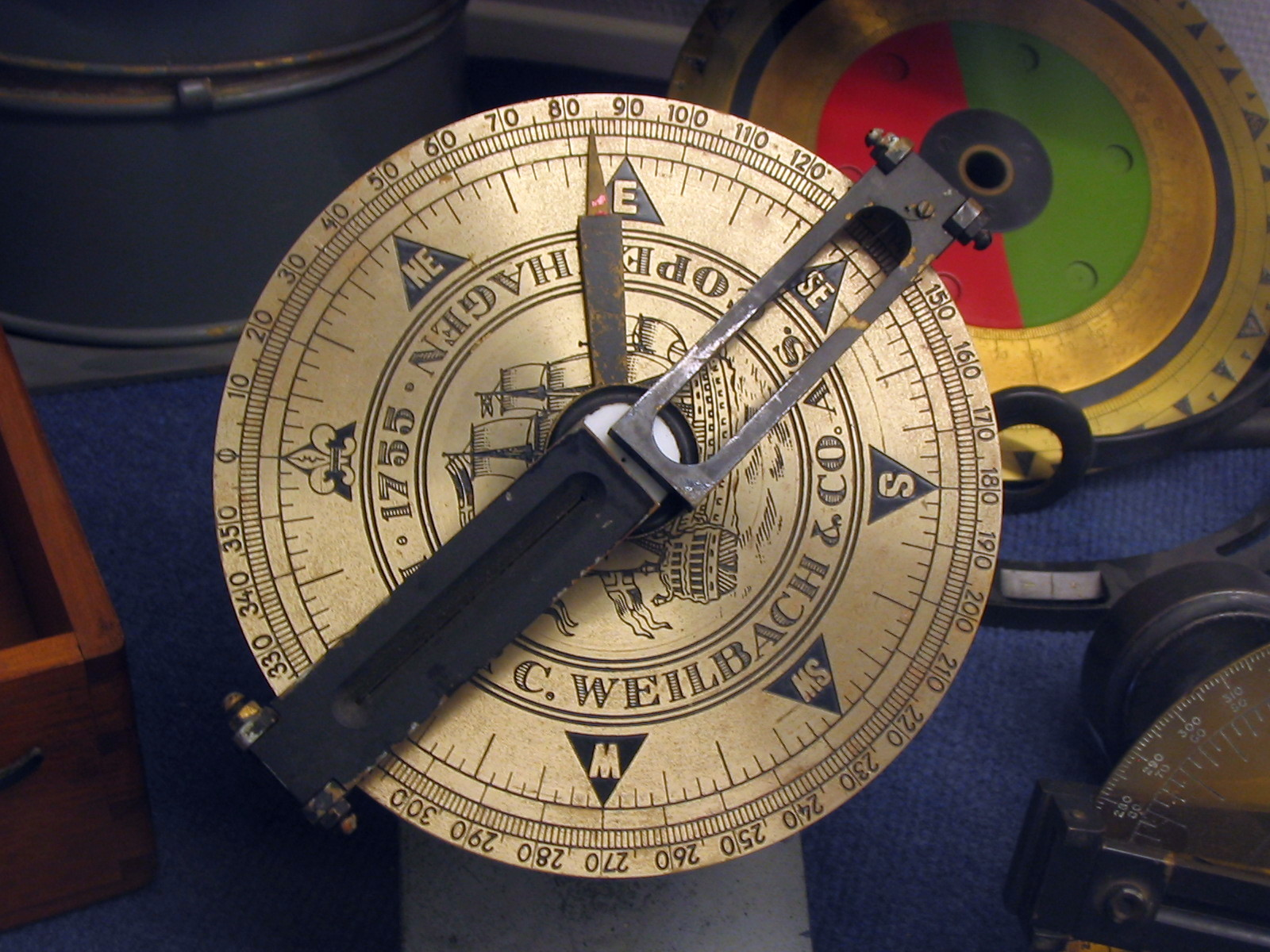
Металлический лимб компаса

Лимб (от лат. limbus — кайма, пояс, рубеж, край) — Плоское металлическое кольцо с нанесёнными по окружности делениями градусов, минут, секунд (в угломерных инструментах). Деления на лимбе считываются непосредственно или с дополнительным нониусом, либо отсчитываются с помощью верньеров или микроскопов-микрометров.  Применяется как наиболее важная часть в различных угломерных инструментах для отсчёта углов. Лимбом снабжаются также винты суппортов и столов металлорежущих станков. Лимбы могут быть металлическими, стеклянными либо пластиковыми.